# Державне агентство з енергоефективності та енергозбереження України
Держа́вне аге́нтство з енергоефекти́вності та енергозбере́ження Украї́ни (Де́ржене́ргоефекти́вності) — центральний орган виконавчої влади, який забезпечує реалізацію державної політики у сферах ефективного використання паливно-енергетичних ресурсів, енергозбереження, альтернативних видів палива.

## Статус
Діяльність Агентства спрямовується і координується Кабінетом Міністрів України через Міністра розвитку громад, територій та інфраструктури.
Основними завданнями Держенергоефективності України є:
- реалізація державної політики у сфері ефективного використання паливно-енергетичних ресурсів, енергозбереження, альтернативних видів палива;
- забезпечення збільшення частки альтернативних видів палива в енергетичному балансі України;
- забезпечення підвищення рівня енергоефективності в усіх секторах національної економіки;
- надання адміністративних послуг у відповідній сфері;
- внесення на розгляд Міністра розвитку громад, територій та інфраструктури пропозицій щодо забезпечення формування державної політики у зазначеній сфері.

## Керівництво
Замазєєва Ганна Володимирівна - Голова Державного агентства з енергоефективності та енергозбереження України відповідно до розпорядження Уряду від 10 березня 2023 р. № 206-р. 

## Очільники з моменту створення та розвитку органу
- Ковалко Михайло Петрович — Голова Державного комітету України з енергозбереження з 26 липня 1995 р.[4] по 14 травня 1997 року[5].
- Меркушов  Віктор Тимофійович — Голова Державного комітету України з енергозбереження з 5 листопада 1997 р.[6] по  20 червня 2001 року[7].
- Шульга Юрій Іванович — Голова Державного  комітету України з енергозбереження з 5 липня 2001 р.[8] по 14 жовтня 2004 року[9].
- Петренко Валерій  Вікторович -  Голова Державного комітету України з енергозбереження з 14 жовтня 2004 р.[10] по 22 лютого 2005 року[11].
- Михайленко  Ігор Дмитрович -  Голова  Державного комітету України з енергозбереження з 1 квітня 2005 р.[12] по 27 грудня 2005 року[13].
- Сухін  Євген  Ілліч -   Голова  Національного агентства України  з питань забезпечення ефективного використання енергетичних ресурсів з 15 лютого 2006 р.[14] по 5 березня 2008 року[15].
- Черкашин Ігор Юрійович — Голова  Національного агентства  України  з питань забезпечення ефективного використання енергетичних ресурсів з 5 березня 2008 р.[16] по 15 квітня 2009 року[17].
- Єрмілов Сергій Федорович — Голова Національного  агентства України з питань забезпечення ефективного використання енергетичних ресурсів з 15 квітня 2009 р.[18] по 31 травня 2010 року[19].
- Пашкевич Микола Олександрович -    Голова Національного  агентства України з питань забезпечення ефективного використання енергетичних ресурсів з 16 червня 2010 р.[20] по 24 грудня 2010 року[21], Голова Державного агентства з енергоефективності та енергозбереження України з 24 грудня 2010 р.[22] по 20 грудня 2013 року[23].| Держенергоефективності у соціальних мережах |                                          |
|                                             | Держенергоефективності на сайті Facebook |
|                                             | Держенергоефективності на сайті Telegram |
|                                             | Держенергоефективності на сайті Twitter  |
|                                             | Держенергоефективності на сайті YouTube  |
- Таран Олександр Володимирович — Голова Державного агентства з енергоефективності та енергозбереження України з 20 січня 2014 р.[24] по 9 липня 2014 року.[25]
- Савчук Сергій Дмитрович — Голова Державного агентства з енергоефективності та енергозбереження України з 20 серпня 2014 р.[26] по 15 листопада 2019 року.[27]
- Гура Костянтин Юрійович —  т. в.о. Голови Державного агентства з енергоефективності та енергозбереження України з 25 червня 2020[28] р. по 25 серпня 2021 року, перший заступник Голови з 25 червня 2020 року[29] і по 5 жовтня 2021 року.
- Безус Валерій Олександрович - Голова Державного агентства з енергоефективності та енергозбереження України з 18 серпня 2021 р.[30] по 10 березня 2023 року.[31]

## Історія
- 01.07.1994 — прийнято Закон України від 01.07.1994 № 74/94 «Про енергозбереження». [Архівовано 17 липня 2020 у Wayback Machine.]
- 26.07.1995 — Указом Президента України від 26.07.1995 № 666/95 [Архівовано 17 липня 2020 у Wayback Machine.] утворено Державний комітет з енергозбереження.
- 29.05.1996 — постановою Кабінету Міністрів України від 29.05.1996 № 575 [Архівовано 20 липня 2020 у Wayback Machine.] створено Державну інспекцію з енергозбереження.
- 31.12.2005 — Указом Президента України від 31.12.2005 № 1900/2005 [Архівовано 11 травня 2019 у Wayback Machine.] на базі Державного комітету з енергозбереження створено Національне агентство України з питань забезпечення ефективного використання енергетичних ресурсів.
- 13.04.2011 — Указом Президента України від 13.04.2011 № 462/2011 [Архівовано 19 липня 2020 у Wayback Machine.] «Про Державне агентство з енергоефективності та енергозбереження України» установлено, що Державне агентство з енергоефективності та енергозбереження України  є правонаступником Національного агентства України з питань забезпечення  ефективного використання енергетичних ресурсів та Державної інспекції з енергозбереження. Затверджено положення про Агентство.

- 20.12.2013 — Указом Президента України від 20.12.2013 № 699/2013 [Архівовано 17 липня 2020 у Wayback Machine.] внесено ряд змін до Положення про Державне агентство з енергоефективності та енергозбереження України.
- 26.11.2014 — постановою Кабінету Міністрів України від 26.11.2014 № 676 [Архівовано 17 липня 2020 у Wayback Machine.] затверджено Положення про Державне агентство з енергоефективності та енергозбереження України.

## Офіційний вебсайт
- Офіційний сайт